# Tinta a óleo

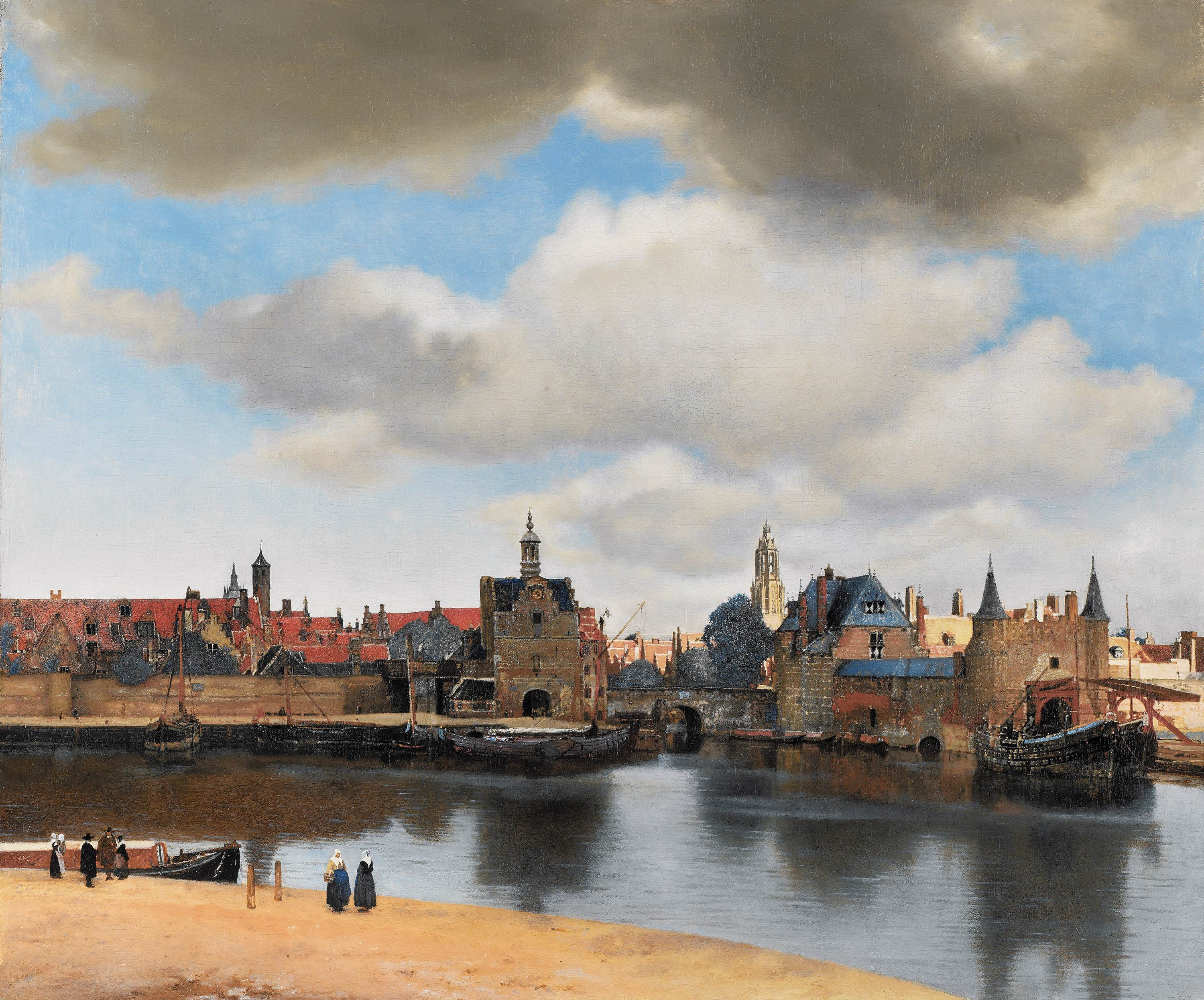
Vista de Delft pintura a óleo de Vermeer.

A tinta a óleo é uma tinta de secagem lenta que consiste numa mistura de partículas de pigmento em suspensão num óleo secante, sendo o mais comum, o óleo de linhaça. A viscosidade da tinta pode ser alterada pela adição de solvente tal como a Terebentina ou Éter de petróleo. Pode ser adicionado Verniz para aumentar o brilho do filme de tinta a óleo seco. As tintas a óleo têm sido usadas na Europa desde o Século XII para decoração simples e adoptadas largamente a partir do inicio do Século XIV, como meio de expressão artística.
As aplicações modernas das tintas a óleo, mais comuns, para além da sua continuada utilização em pintura artística, são no acabamento e protecção da Madeira, na pintura de casas e edifícios, e em navios e barcaças. As suas boas propriedades de resistência à intempérie e cores luminosas e brilhantes, tornam-nas desejáveis tanto para decoração interior e exterior.
A espessura da camada aplicada influi directamente no seu tempo de secagem. 
A grande vantagem da pintura a óleo como meio de expressão artística, é a sua secagem lenta, pois permite ao pintor alterar e corrigir o seu trabalho, bem como misturar as diversas cores, obtendo inúmeras tonalidades diferentes..

## História
A história do desenvolvimento da tinta de óleo e das datas de introdução dos vários componentes (Secantes, diluentes, etc) é ainda pouco compreendida, apesar de ser estudada desde o século XVIII. Existem muitas teorias e informações incorrectas e, em geral, tudo o que foi publicado até 1952 deve ser tratado com cautela e cepticismo.
As pinturas a óleo mais antigas que se tem conhecimento datam do ano 650 a.C. e foram encontradas em 2009, em cavernas do Vale de Bamian no Afeganistão. De acordo com os estudos feitos, estas tintas de óleo eram feitas à base de óleos de noz e de papoila.
Nas antigas civilizações do Mediterrâneo, Grécia, Roma e Egipto usaram óleos vegetais, mas existem poucas provas que foram usados como meio de expressão artística em pintura, pois o óleo de linhaça demorava muito tempo a secar e tinha tendência para escurecer e fissurar ao contrário do Mastique e da cera.
Escritores gregos, como Aetius Amidenus registaram receitas envolvendo óleos secantes como o óleo de noz, óleo de papoila, óleo de cânhamo, óleo de pinho, óleo de rícino e óleo de linhaça. Quando espessos, os óleos ficavam resinosos e podiam ser usados como verniz para selar e proteger as pinturas da acção da humidade. Adicionalmente, quando se adicionava pigmento amarelo, podia ser usado como uma alternativa barata à douragem.
Os monges primitivos cristãos mantiveram estes registos e usaram as técnicas nos seus próprios trabalhos artísticos. Teófilo Presbítero, monge alemão do século XII, recomendava a utilização de óleo de linhaça e não aconselhava a utilização de Azeite devido ao seu longo tempo de secagem.
No século XIII, a tinta de óleo era usada para o detalhes nas pinturas a têmpera. No século XIV, Cennino Cennini apresentou uma técnica de pintura usando têmpera coberta por ligeiras camadas de óleo.
As propriedades de secagem lenta dos óleos vegetais era de conhecimento comum nos pintores primitivos. No entanto, a dificuldade em adquirir e trabalhar os materiais, significava que os mesmos, eram raramente usados, e o longo tempo de secagem era visto, como uma grande desvantagem.
À medida que a preferência do público se orientava para um maior realismo, as tintas de têmpera de secagem rápida tornaram-se insuficientes. Os pintores flamengos combinaram a têmpera e a tinta de óleo durante o século XV, mas no século XVII a pintura de cavalete com tintas de óleo puras, era já comum, usando as mesmas técnicas e materiais que na actualidade.
Acredita-se (se bem que as provas sejam questionáveis) que a técnica actual de pintura a óleo foi criada cerca de 1410 por Jan van Eyck. Apesar de Van Eyck não ter sido o primeiro a usar tinta de óleo, foi o primeiro a artista que produziu uma mistura com óleo secante, que podia ser usada em combinação com pigmentos minerais. A mistura de Van Eyck consistia em vidro esmagado, ossos calcinados e pigmentos minerais fervidos em  óleo de linhaça até atingir um estado viscoso.
Antonello da Messina mais tarde, melhorou a tinta de óleo. Ele adicionou Litargírio ou Óxido de Chumbo II. A nova mistura possuía uma consistência parecida com o mel e melhores propriedades secativas.. Esta mistura ficou conhecida como “Oglio Cotto” – Óleo cozido.
Leonardo da Vinci, mais tarde melhorou estas técnicas através da cozedura da mistura a baixas temperaturas e adicionando 5 a 10% de cera de abelha, a qual evitava o escurecimento da pintura.Giorgione, Ticiano e Tintoretto também podem ter alterado a formulação.
A utilização de óleos cozidos ou Litargírio escurecem uma pintura a óleo rapidamente. Nenhumas das pinturas dos velhos mestres que sobreviveram usaram estes componentes nas pinturas.
Desde esse tempo, foram feitas muitas experiências para melhorar a tinta a óleo. As tintas a óleo modernas são feitas a partir de óleos vegetais extraídos das plantas Vernonia, Calendula, Euphorbia cujos óleos ou aumentam a resistência ou diminuem o tempo de secagem

## A Resina

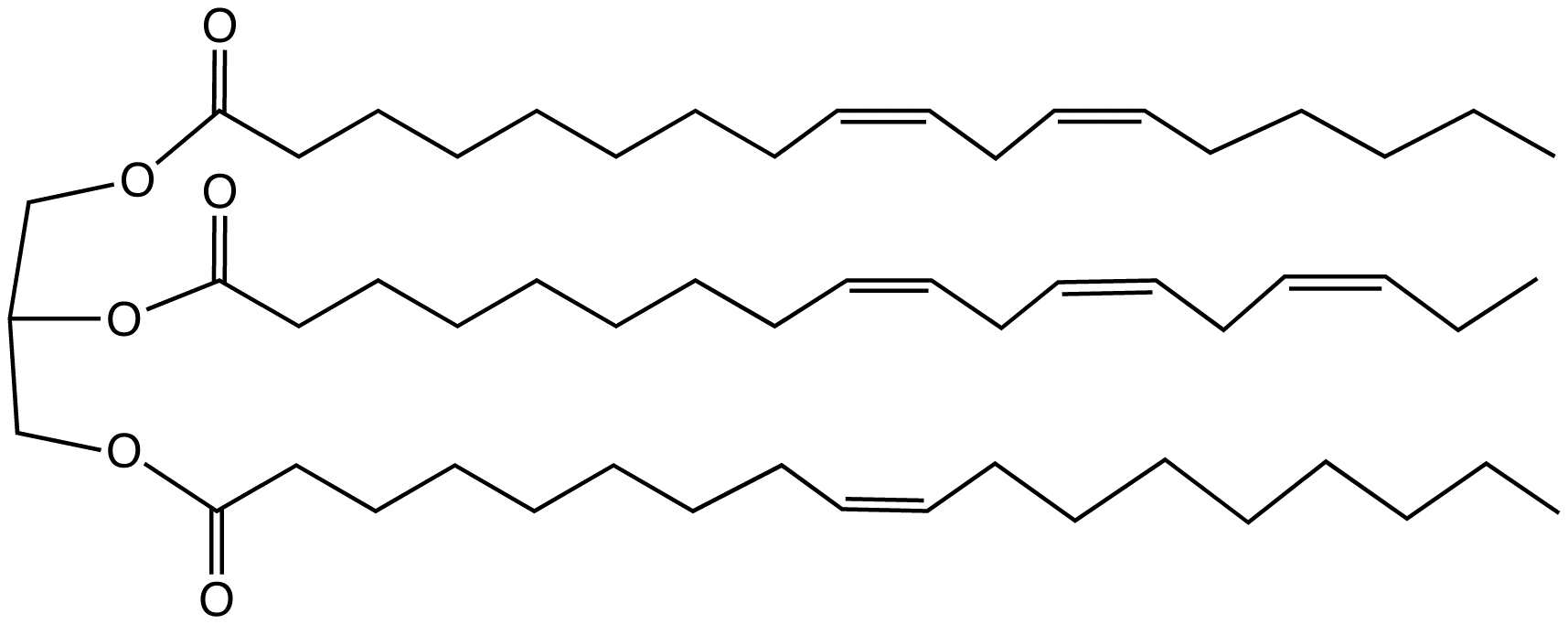
Representação de um Óleo secante, este é derivado de 3 ácidos gordos insaturados, Linoleico (cimo), linolenico (meio), e Oleico (baixo). A ordem de secagem é Linolenico > Linoleico > Oleico, reflectindo o seu grau de insaturação

### Características

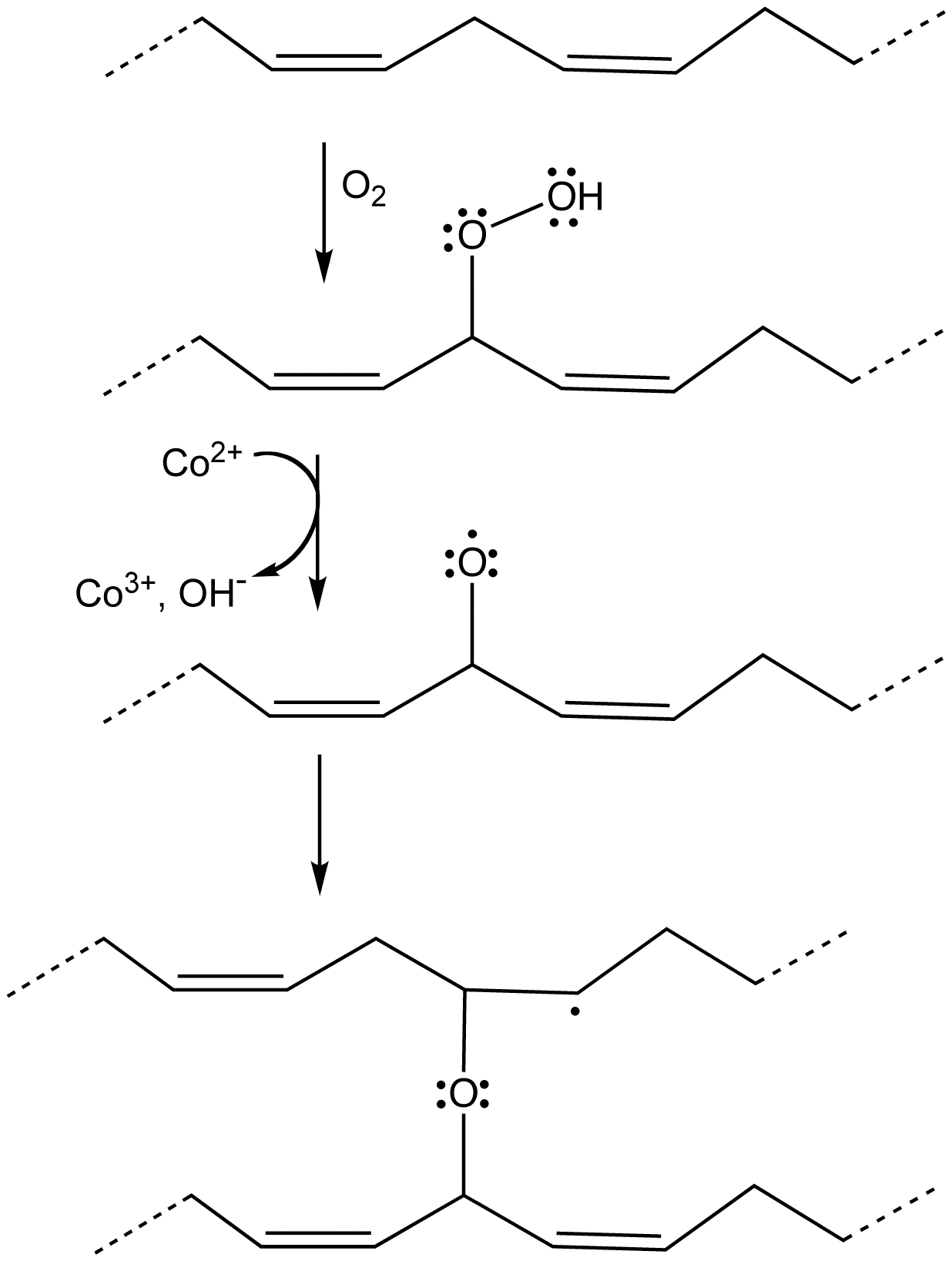
Reacção de um ácido secante com o oxigénio do ar

As tintas de óleo tradicionais requerem um óleo que endureça gradualmente, formando um filme estável e impermeável. Esses óleos são chamados de óleos secantes ou sicativos que são caracterizados pelos seus altos níveis de ácidos gordos polinsaturados. Uma medida comum para medir as propriedades secantes destes óleos é o seu índice de iodo, o número de gramas de Iodo que 100 gramas de óleo podem absorver. Óleos com índices de Iodo maiores de 130 são considerados secantes. Entre 115 e 130 são considerados semi-secantes e os com índice de Iodo inferiores a 115 são não secantes. O óleo de linhaça possuiu um índice de Iodo entre 174 e 204.
Quando expostos ao ar, os óleos secantes não sofrem o mesmo processo de evaporação que a água. Em vez disso, as suas cadeias insaturadas reagem com o oxigénio do ar, polimerizando por reticulação passando a um estado semi-sólido e mais tarde a sólido. A velocidade deste processo varia dependendo do óleo usado. É este processo lento que permite ao artista fazer alterações e/ou correcções à sua pintura.

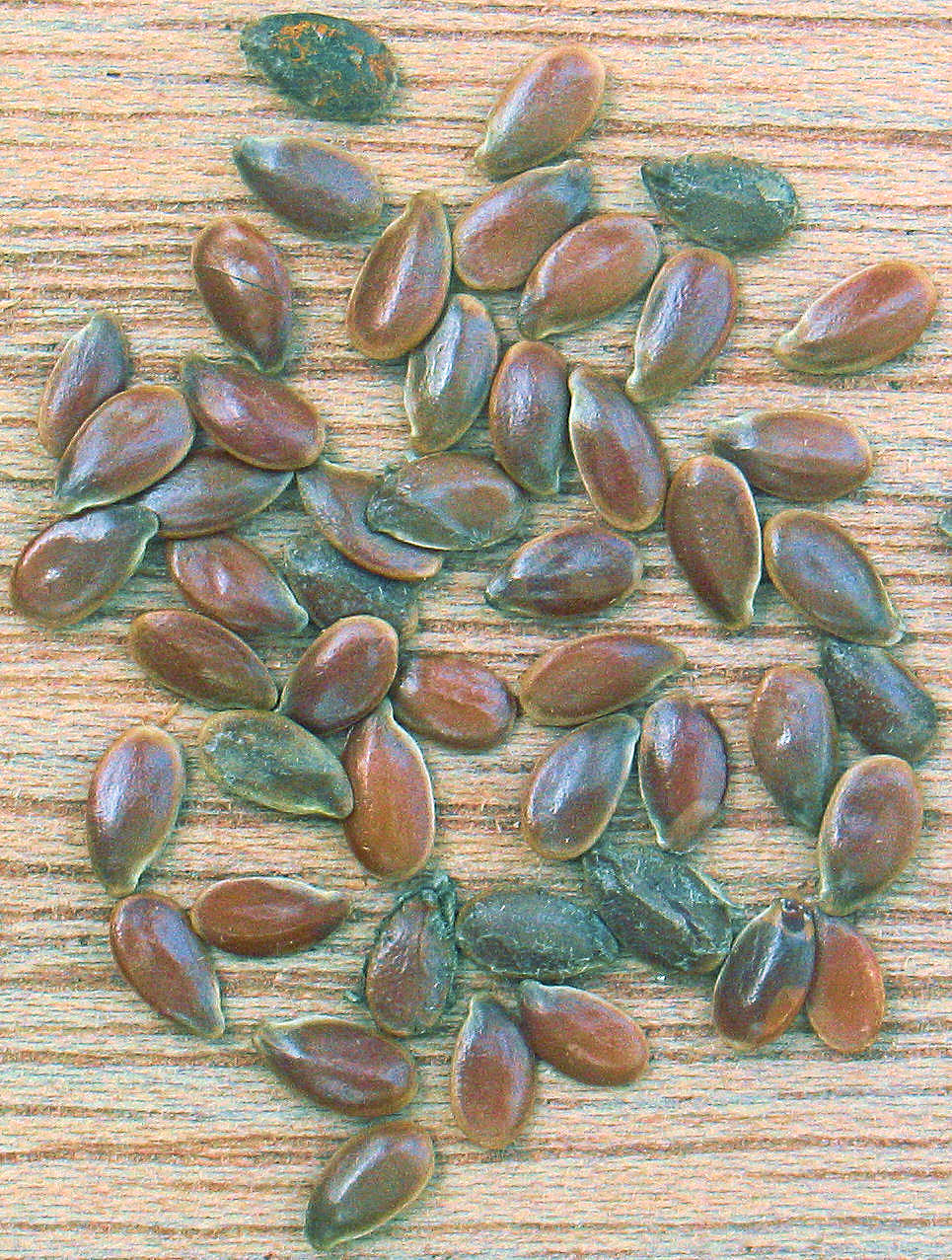
Sementes de linho (linhaça)

As tintas de óleos misturam-se bem umas com as outras, o que torna possível variações subtis na cor, bem como a criação de detalhes de sombra e luz. As tintas de óleo diluem-se principalmente com terebentina.

### Extração e métodos de processamento

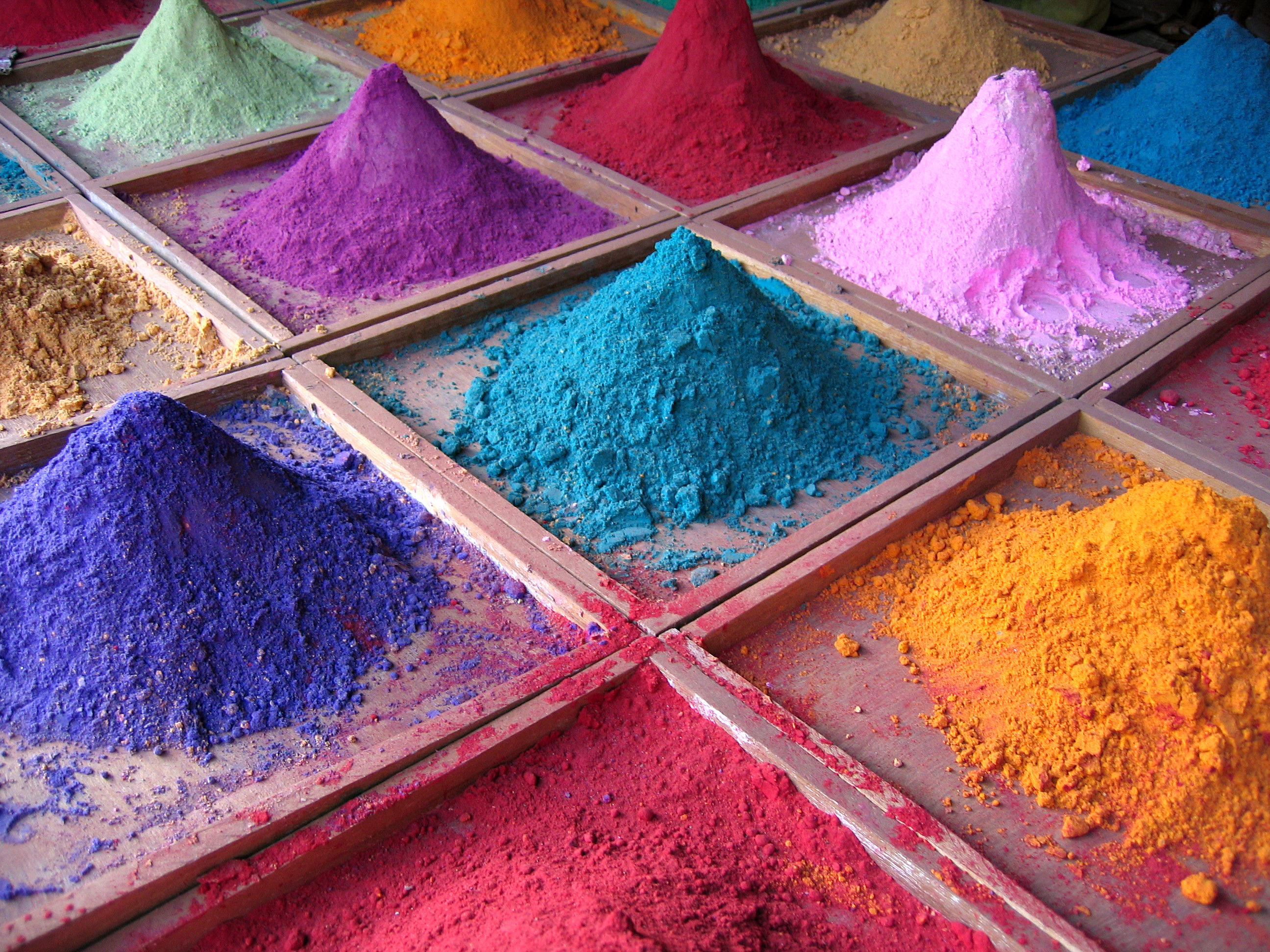
Pigmentos à venda num Mercado de Goa

## Pigmento

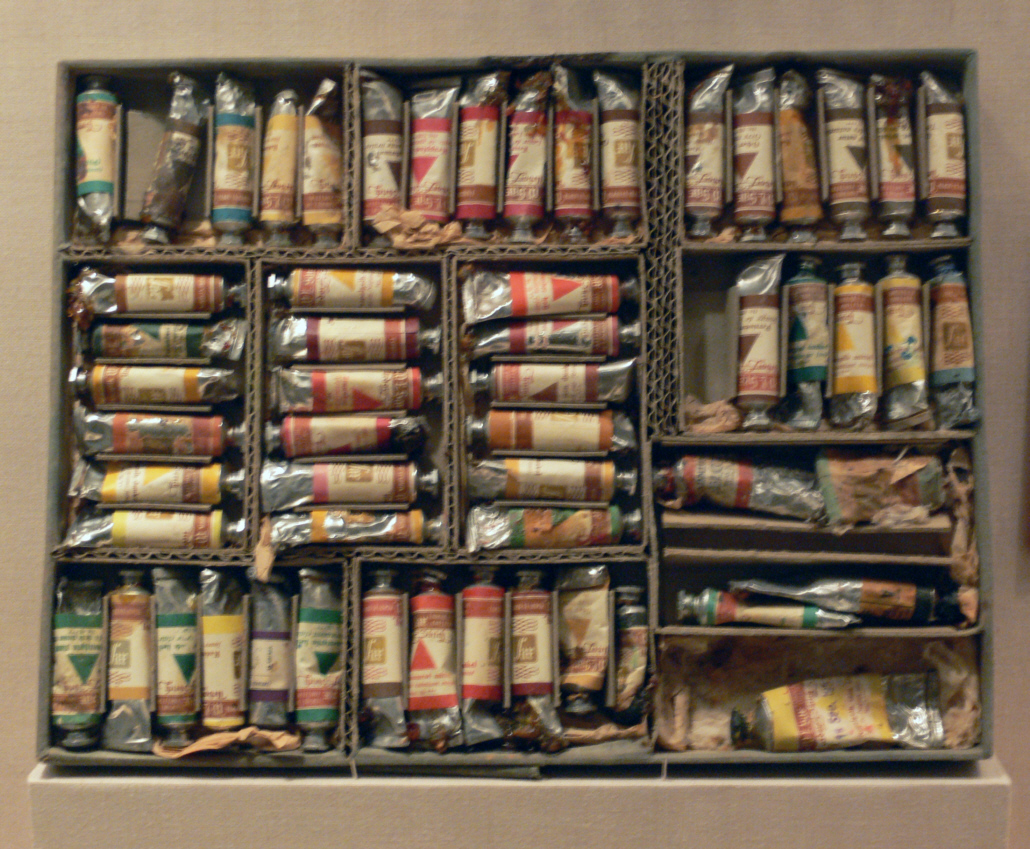
Imagem de uma caixa de tintas em várias cores